# Ghoturlar
Ghoturlar (pers. قطورلار) – wieś w Iranie, w ostanie Azerbejdżan Zachodni. W 2006 roku miejscowość liczyła 317 mieszkańców w 97 rodzinach.